# Agria (patata)
La patata Agria è una varietà di patata  di origine tedesca.

È ottenuta dall'incrocio delle varietà Quarta  e Semlo.

Viene utilizzata principalmente nelle colture dell'Italia centrale.
È una pianta molto bella ed ornamentale.

## Caratteristiche del tubero
- forma = di taglia medio-grossa, è  di forma ovale o ovale-allungata
- buccia = di colore giallo
- polpa = colore della pasta molto giallo

## Caratteristiche della pianta
La pianta è di taglia medio-alta con un notevole sviluppo foliare.

## Utilizzi
È principalmente utilizzata nell'industria alimentare perché si presta bene  per la conservazione (a pezzettini nelle buste per le minestre di verdura) ed anche per la frittura in stick.